# Johann Baptist Lampi
Idősebb Johann Baptist Lampi, olaszul: Giovanni Battista Lampi (Romeno, 1751. december 31. – Bécs, 1830. február 11.) osztrák-olasz portréfestő.

## Munkássága
Előbb Veronában, Trientben, Roveredóban és Klagenfurtban, majd 1783-tól fogva pedig Bécsben dolgozott, ahol 1786-ban az akadémia tanára lett. II. Szaniszló Ágost lengyel király 1787-ben Varsóba hívta meg, itt a lengyel arisztokrácia kedvelt festője lett. 1791-ben Szentpétervárra ment, de 1798-ban visszatért Bécsbe, ahol hat évet töltött. A legmagasabb körök képmásfestője volt; megfestette II. József császár képmását a bécsi akadémia számára, valamint az orosz cári család és sok orosz főnemes képét készítette el. Mitológiai tárgyú festményei közül kettő: Amor és Diana képe a budapesti Szépművészeti Múzeumban látható. Fia, ifjabb Johann Baptist Lampi (1775-1837) szintén festő volt, akinek egyik Vénusz-képét a Szépművészeti Múzeum őrzi.